# 和田研フォント
和田研フォント（わだけんフォント）は東京大学の和田英一らによる「和田研漢字分科会」が公開したフォントである。和田研では、フォントの形状を示す線から肉付けを行い、それらの字形を組み合わせることによって複数のアウトライン形式の漢字を半自動で作成する研究を行っていたが、その過程で作成されたフォントを研究結果として公開していたことから、そのフォントが和田研フォントと呼ばれるようになった。
明朝体である細明朝体、ゴシック体の中角ゴシック体、丸ゴシック体の細丸ゴシック体の3種類が公開されている。
これらの公開されている形式は、肉付けアルゴリズムを行う前のデータと、PostScriptファイルに変換するプログラムである。
現在は和田研のメンバーの1人であった田中哲朗によって管理されている。

## アルゴリズムとプログラム
変換のプログラム、和田研フォントキットはLisp処理系の一つであるUtiLispで作られている。のちにCommon Lispに移植したCLWFK (Common Lisp port of Wadalab Font Kit) も作られた。
元の文字となるモールに似た形状をスケルトンと呼び、それに対し幾つかの属性を持たせ、スケルトンに対し指定した幅分の計算を行う。計算した幅における座標を求める。ストロークの交点と分岐点では、その変換に対し、特殊な計算を行う。部首ごとに分かれる場合は、その部首単位で作成したストロークを合成する手法を用いる。

## 和田研細丸ゴシック / 和田研中丸ゴシック
和田研細丸ゴシック2004フォントは、和田研細丸ゴシックを元にJIS X 0213に含まれる漢字や記号などを追加したOpenTypeフォントである。現行バージョンのフォント名としては、和田研細丸ゴシック2004絵文字（TrueTypeベース） がARIB外字や絵文字を幅広くサポートしており、和田研細丸ゴシックProN（OpenTypeベース）が全角文字の丸囲み文字の合成に対応している。このような文字をサポートしているフォントはどちらも希少である（特にWindowsでは全角の丸囲み文字の合成に対応したフォントが他に少ない）。絵文字サポートのフォントでは中程度のウエイトの和田研中丸ゴシック2004絵文字もある。
過去のバージョンには、和田研細丸ゴシック2004・和田研細丸ゴシック2004ARIBなどがあった。ほとんどが細・中のウエイトを取り揃えている。

## ライセンス
初期の和田研フォントは和田研ライセンスと呼ばれる独自ライセンスになっており、再配布する場合は変更箇所とフォントの由来を記載する必要があった (2009年一部改正)。
和田研フォントを派生したフォントにはさざなみフォント(旧東風フォント代用品)、戸越フォントなどが存在するが、その中のさざなみフォントは和田研フォントを生成する部品のライセンスを著作権者の許可の下修正BSDライセンスに変更することで修正BSDライセンスとなっていた。
和田研細丸ゴシック/和田研中丸ゴシックでは和田研ライセンスではなくパブリックドメインのようなライセンスとなっている。